# Orimarga (Orimarga) cruciformis
Orimarga (Orimarga) cruciformis is een tweevleugelige uit de familie steltmuggen (Limoniidae). De soort komt voor in het Palearctisch gebied.